# 金原ダム (岐阜県本巣市)
金原ダム（きんばらダム）は、岐阜県本巣市、木曽川水系根尾川に建設されたダム。高さ14.3メートルの重力式コンクリートダム（堰）で、中部電力の発電用ダムである。同社の水力発電所、金原発電所へ送水し、最大6,300キロワットの電力を発生する。同発電所は1929年（昭和4年）6月に運用開始している。